# 文莱机场列表
这是一个有关于文莱机场的列表，列表内容按照机场位置排序。

## 机场列表
| 服务城市       | 所在区     | ICAO | IATA | 机场名称     | 坐标                                           |
| 斯里巴加湾市   | 文莱摩拉县 | WBSB | BWN  | 文莱国际机场 | 04°56′39″N 114°55′42″E / 4.94417°N 114.92833°E |
| 诗里亚 /安杜京 | 马来奕区   | WBAK |      | 安杜京起降场 | 04°38′12″N 114°22′52″E / 4.63667°N 114.38111°E |